# Coppa dell'AFC 2013
La Coppa dell'AFC 2013 è stata la 10ª edizione della seconda massima competizione calcistica per club dell'Asia. L'Al Kuwait ha vinto il trofeo per la terza volta, la seconda consecutiva.

## Federazioni partecipanti
Ogni federazione aveva diritto a iscrivere due squadre.
| Federazione | Posti         | Posti    |
| Federazione | Fase a gironi | Play-off |
| ----------- | ------------- | -------- |
| Bahrain     | 2             | 0        |
| Iraq        | 2             | 0        |
| Giordania   | 2             | 0        |
| Kuwait      | 2             | 0        |
| Libano      | 2             | 0        |
| Oman        | 2             | 0        |
| Siria       | 1             | 1        |
| Tagikistan  | 1             | 1        |
| Yemen       | 1             | 1        |
| Totale      | 15            | 3        |

| Federazione | Posti         | Posti    |
| Federazione | Fase a gironi | Play-off |
| ----------- | ------------- | -------- |
| Birmania    | 2             | 0        |
| Hong Kong   | 2             | 0        |
| India       | 2             | 0        |
| Indonesia   | 2             | 0        |
| Malaysia    | 2             | 0        |
| Maldive     | 2             | 0        |
| Singapore   | 2             | 0        |
| Vietnam     | 2             | 0        |
| Totale      | 16            | 0        |

Note
- I club del Tagikistan non partecipano più alla Coppa del Presidente, ma alla Coppa dell'AFC per decisione dell'AFC.[1]
- India, Giordania, Singapore e Vietnam hanno fatto richiesta per partecipare alla AFC Champions League 2013, ma non hanno ricevuto nessun posto.[2]
- Dal 2013, le squadre sconfitte ai play-off della AFC Champions League non sono più ammesse alla Coppa dell'AFC.

## Squadre qualificate
| Ammesse alla fase a gironi: Asia Occidentale (Gruppi A–D) | Ammesse alla fase a gironi: Asia Occidentale (Gruppi A–D)                            | Ammesse alla fase a gironi: Asia Occidentale (Gruppi A–D) | Ammesse alla fase a gironi: Asia Occidentale (Gruppi A–D) |
| Squadra                                                   | Metodo qualificazione                                                                | Pres.                                                     | Ultima presenza                                           |
| --------------------------------------------------------- | ------------------------------------------------------------------------------------ | --------------------------------------------------------- | --------------------------------------------------------- |
| Al-Riffa                                                  | vincitore della Bahrein First Division League 2011-2012                              | 2                                                         | 2010                                                      |
| Al-Muharraq†                                              | vincitore della Bahraini King's Cup 2012                                             | 5                                                         | 2009                                                      |
| Arbil                                                     | vincitore dell'Dawri Al-Nokhba 2011-2012                                             | 4                                                         | 2012                                                      |
| Duhok                                                     | secondo nell'Dawri Al-Nokhba 2011-2012                                               | 2                                                         | 2011                                                      |
| Al-Faisaly                                                | vincitore della Jordan League 2011-2012 vincitore della Coppa di Giordania 2011-2012 | 7                                                         | 2012                                                      |
| Al-Ramtha                                                 | seconda nella Jordan League 2011-2012                                                | 1                                                         |                                                           |
| Al-Qadisiya                                               | vincitore della Kuwait Premier League 2011-2012 vincitore Kuwait Emir Cup 2011-2012  | 4                                                         | 2012                                                      |
| Al-KuwaitTH                                               | secondo nella Kuwait Premier League 2011-2012                                        | 5°                                                        | 2012                                                      |
| Safa                                                      | vincitore della Lebanese Premier League 2011-2012                                    | 4                                                         | 2012                                                      |
| Al-Ansar                                                  | vincitore della Coppa del Libano 2011-2012                                           | 4                                                         | 2011                                                      |
| Fanja                                                     | vincitore della Oman League 2011-2012                                                | 1                                                         | nessuna                                                   |
| Dhofar                                                    | vincitore della Sultan Qaboos Cup 2011                                               | 3                                                         | 2007                                                      |
| Al-Shorta                                                 | vincitore della Prima Divisione Siria 2011-2012                                      | 2                                                         | 2012                                                      |
| Ravšan Kulob                                              | vincitore della Vysšaja Liga 2012 (Tagikistan)                                       | 1                                                         | nessuna                                                   |
| Al-Sha'ab Ibb                                             | vincitore della Yemeni League 2011-2012                                              | 2                                                         | 2004                                                      |
| Qualificate per i preliminari: Asia Occidentale           |                                                                                      |                                                           |                                                           |
| Al-Wahda                                                  | vincitore della Coppa di Siria 2012                                                  | 2                                                         | 2004                                                      |
| Regar-TadAZ†                                              | vincitore della Coppa del Tagikistan 2012                                            | 1                                                         | nessuna                                                   |
| Al-Ahli Ta'izz                                            | vincitore della Coppa del Presidente dello Yemen 2012                                | 1                                                         | nessuna                                                   |

| Ammesse alla fase a gironi: Asia Orientale (Gruppi E-H) | Ammesse alla fase a gironi: Asia Orientale (Gruppi E-H)                          | Ammesse alla fase a gironi: Asia Orientale (Gruppi E-H) | Ammesse alla fase a gironi: Asia Orientale (Gruppi E-H) |
| Squadra                                                 | Metodo qualificazione                                                            | Pres.                                                   | Ultima presenza                                         |
| ------------------------------------------------------- | -------------------------------------------------------------------------------- | ------------------------------------------------------- | ------------------------------------------------------- |
| Kitchee                                                 | vincitore dell'Hong Kong First Division League 2011-2012                         | 3                                                       | 2012                                                    |
| Sun Hei                                                 | vincitore dell'Hong Kong Senior Challenge Shield 2011-2012                       | 4                                                       | 2007                                                    |
| East Bengal                                             | secondo nella I-League 2011-2012 vincitore della Coppa d'India 2012              | 7°                                                      | 2012                                                    |
| Churchill Brothers                                      | terzo posto nella I-League 2011-2012 Note IND                                    | 2°                                                      | 2010                                                    |
| Semen Padang                                            | vincitore della Indonesian Premier League 2011-2012                              | 1                                                       | nessuna                                                 |
| Persibo Bojonegoro                                      | vincitore della Coppa d'Indonesia 2012                                           | 1                                                       | nessuna                                                 |
| Kelantan                                                | vincitore della Malaysia Super League 2012 vincitore della Coppa di Malesia 2012 | 2                                                       | 2012                                                    |
| Selangor                                                | terzo posto in Malaysia Super League 2012 Note MAS                               | 3                                                       | 2010                                                    |
| New Radiant                                             | vincitore della Dhivehi League 2012                                              | 5                                                       | 2008                                                    |
| Maziya                                                  | vincitore della Coppa delle Maldive 2012                                         | 1                                                       | nessuna                                                 |
| Yangon United                                           | vincitore della 2012 Myanmar National League                                     | 2                                                       | 2012                                                    |
| Ayeyawady United                                        | vincitore della Coppa di Birmania 2012                                           | 2                                                       | 2012                                                    |
| Tampines Rovers                                         | vincitore della S.League 2012                                                    | 6                                                       | 2012                                                    |
| Warriors (prima Singapore Armed Forces)                 | vincitore della Coppa di Singapore 2012                                          | 3                                                       | 2008                                                    |
| SHB Ðà Nẵng                                             | vincitore della V League 2012                                                    | 2                                                       | 2010                                                    |
| Sài Gòn Xuân Thành                                      | vincitore della Coppa del Vietnam 2012                                           | 1                                                       | nessuna                                                 |

Note
- TH – Detentore Trofeo (non qualificato automaticamente)
- † Al-Muharraq ritirato dopo i sorteggi dei gironi.
- India (IND): il Dempo, vincitore della I-League 2011-2012, si è rifiutato di partecipare ed è stato rimpiazzato dal Churchill Brothers[4].
- Malesia (MAS): Il Selangor, che ha terminato terzo nella Malaysia Super League 2012, si è qualificato perché i Singapore LIONSXII, arrivati secondi, appartengono alla Federazione calcistica di Singapore e non possono rappresentare la Malesia in una competizione continentale .

## Calendario
Calendario per la competizione 2013.
| Fase                        | Turno            | Data sorteggio  | Andata                   | Ritorno                  |
| --------------------------- | ---------------- | --------------- | ------------------------ | ------------------------ |
| Preliminare                 | Finali           | 6 dicembre 2012 | 9 febbraio 2013          | 9 febbraio 2013          |
| Fase a gironi               | Prima giornata   | 6 dicembre 2012 | 5–6 marzo 2013           | 5–6 marzo 2013           |
| Fase a gironi               | Seconda giornata | 6 dicembre 2012 | 12–13 marzo 2013         | 12–13 marzo 2013         |
| Fase a gironi               | Terza giornata   | 6 dicembre 2012 | 2–3 aprile 2013          | 2–3 aprile 2013          |
| Fase a gironi               | Quarta giornata  | 6 dicembre 2012 | 9–10 aprile 2013         | 9–10 aprile 2013         |
| Fase a gironi               | Quinta giornata  | 6 dicembre 2012 | 23–24 aprile 2013        | 23–24 aprile 2013        |
| Fase a gironi               | Sesta giornata   | 6 dicembre 2012 | 30 aprile–1º maggio 2013 | 30 aprile–1º maggio 2013 |
| Fase a eliminazione diretta | Ottavi di finale | 6 dicembre 2012 | 14–15 maggio 2013        | 21–22 maggio 2013        |
| Fase a eliminazione diretta | Quarti di finale | TBA             | 17 settembre 2013        | 24 settembre 2013        |
| Fase a eliminazione diretta | Semifinali       | TBA             | 1º ottobre 2013          | 22 ottobre 2013          |
| Fase a eliminazione diretta | Finale           | TBA             | 2 novembre 2013          | 2 novembre 2013          |

## Preliminare
A causa del ritiro dell'Al-Muharraq dopo il sorteggio, il Regar-TadAZ, che avrebbe dovuto affrontare la vincente tra Al-Wahda e Al-Ahli Ta'izz per un posto nella fase a gironi, è stato inserito direttamente nel gruppo A, mentre la vincente del preliminare è stata inserita nel gruppo B.

La partita si è giocata il 9 febbraio 2013.
| Squadra 1 | Risultato | Squadra 2      |
| --------- | --------- | -------------- |
| Al-Wahda  | 3 – 5     | Al-Ahli Ta'izz |

## Fase a gironi

### Asia Occidentale

#### Girone A
| Squadra     | Pt. | PG | V | N | P | GF | GS | DR  |
| ----------- | --- | -- | - | - | - | -- | -- | --- |
| Al-Kuwait   | 12  | 6  | 4 | 0 | 2 | 15 | 6  | +9  |
| Al-Riffa    | 10  | 6  | 3 | 1 | 2 | 9  | 6  | +3  |
| Safa        | 10  | 6  | 3 | 1 | 2 | 7  | 8  | -1  |
| Regar-TadAZ | 2   | 6  | 0 | 1 | 5 | 5  | 16 | -11 |

|             | KUW   | RIF   | REG   | SFA   |
| ----------- | ----- | ----- | ----- | ----- |
| Al-Kuwait   |       | 2 – 3 | 5 – 0 | 3 – 1 |
| Al-Riffa    | 0 – 2 |       | 1 – 1 | 2 – 0 |
| Regar-TadAZ | 1 – 3 | 0 – 3 |       | 2 – 3 |
| Safa        | 1 – 0 | 1 – 0 | 1 – 1 |       |

#### Girone B
| Squadra        | Pt. | PG | V | N | P | GF | GS | DR  |
| -------------- | --- | -- | - | - | - | -- | -- | --- |
| Arbil          | 18  | 6  | 6 | 0 | 0 | 17 | 0  | +17 |
| Fanja          | 10  | 6  | 3 | 1 | 2 | 9  | 6  | +3  |
| Al-Ansar       | 7   | 6  | 2 | 1 | 3 | 7  | 9  | -2  |
| Al-Ahli Ta'izz | 0   | 6  | 0 | 0 | 6 | 2  | 20 | -18 |

|                | ARB   | ANS   | FAN   | ATA   |
| -------------- | ----- | ----- | ----- | ----- |
| Arbil          |       | 2 – 0 | 1 – 0 | 4 – 0 |
| Al-Ansar       | 0 – 2 |       | 0 – 0 | 5 – 1 |
| Fanja          | 0 – 4 | 4 – 0 |       | 3 – 1 |
| Al-Ahli Ta'izz | 0 – 4 | 0 – 2 | 0 – 2 |       |

#### Girone C
| Squadra       | Pt. | PG | V | N | P | GF | GS | DR |
| ------------- | --- | -- | - | - | - | -- | -- | -- |
| Al-Faisaly    | 13  | 6  | 4 | 1 | 1 | 9  | 5  | +4 |
| Duhok         | 12  | 6  | 4 | 0 | 2 | 14 | 6  | +8 |
| Dhofar        | 10  | 6  | 3 | 1 | 2 | 8  | 12 | -4 |
| Al-Sha'ab Ibb | 0   | 6  | 0 | 0 | 6 | 3  | 11 | -8 |

|               | FAI   | DUH   | SIB   | DHO   |
| ------------- | ----- | ----- | ----- | ----- |
| Al-Faisaly    |       | 1 – 0 | 2 – 1 | 2 – 3 |
| Duhok         | 0 – 1 |       | 2 – 1 | 6 – 1 |
| Al-Sha'ab Ibb | 0 – 2 | 1 – 3 |       | 0 – 1 |
| Dhofar        | 1 – 1 | 1 – 3 | 1 – 0 |       |

#### Girone D
| Squadra      | Pt. | PG | V | N | P | GF | GS | DR  |
| ------------ | --- | -- | - | - | - | -- | -- | --- |
| Al-Qadisiya  | 13  | 6  | 4 | 1 | 1 | 13 | 4  | +9  |
| Al-Shorta    | 12  | 6  | 4 | 0 | 2 | 8  | 5  | +3  |
| Al-Ramtha    | 10  | 6  | 3 | 1 | 2 | 10 | 7  | +3  |
| Ravšan Kulob | 0   | 6  | 0 | 0 | 6 | 2  | 17 | -15 |

|              | QAD   | RAM   | RAV   | SHO   |
| ------------ | ----- | ----- | ----- | ----- |
| Al-Qadisiya  |       | 2 – 2 | 3 – 0 | 0 – 1 |
| Al-Ramtha    | 1 – 0 |       | 5 – 0 | 1 – 2 |
| Ravšan Kulob | 1 – 3 | 0 – 1 |       | 1 – 3 |
| Al-Shorta    | 0 – 2 | 0 – 1 | 2 – 0 |       |

### Asia Orientale

#### Girone E
| Squadra            | PG | V | N | P | GF | GS | DR | Pt. |
| ------------------ | -- | - | - | - | -- | -- | -- | --- |
| Semen Padang       | 16 | 6 | 5 | 1 | 0  | 14 | 5  | +9  |
| Kitchee            | 12 | 6 | 4 | 0 | 2  | 18 | 7  | +11 |
| Churchill Brothers | 4  | 6 | 1 | 1 | 4  | 5  | 12 | -7  |
| Warriors           | 3  | 6 | 1 | 0 | 5  | 4  | 17 | -13 |

|                    | KIT   | WAR   | SEM   | CHU   |
| ------------------ | ----- | ----- | ----- | ----- |
| Kitchee            |       | 5 – 0 | 1 – 2 | 3 – 0 |
| Warriors           | 2 – 4 |       | 0 – 2 | 1 – 0 |
| Semen Padang       | 3 – 1 | 3 – 1 |       | 3 – 1 |
| Churchill Brothers | 0 – 4 | 3 – 0 | 2 – 2 |       |

#### Girone F
| Squadra            | PG | V | N | P | GF | GS | DR | Pt. |
| ------------------ | -- | - | - | - | -- | -- | -- | --- |
| New Radiant        | 15 | 6 | 5 | 0 | 1  | 20 | 4  | +16 |
| Yangon United      | 15 | 6 | 5 | 0 | 1  | 18 | 5  | +13 |
| Sun Hei            | 4  | 6 | 1 | 1 | 4  | 12 | 12 | 0   |
| Persibo Bojonegoro | 1  | 6 | 0 | 1 | 5  | 5  | 34 | -29 |

|                    | YAN   | SUN   | NRA   | PBO   |
| ------------------ | ----- | ----- | ----- | ----- |
| Yangon United      |       | 2 – 0 | 2 – 0 | 3 – 0 |
| Sun Hei            | 1 – 3 |       | 0 – 3 | 8 – 0 |
| New Radiant        | 3 – 1 | 1 – 0 |       | 6 – 1 |
| Persibo Bojonegoro | 1 – 7 | 3 – 3 | 0 – 7 |       |

#### Girone G
| Squadra          | PG | V | N | P | GF | GS | DR | Pt. |
| ---------------- | -- | - | - | - | -- | -- | -- | --- |
| Kelantan         | 13 | 6 | 4 | 1 | 1  | 14 | 9  | +5  |
| SHB Ðà Nẵng      | 12 | 6 | 4 | 0 | 2  | 11 | 12 | -1  |
| Maziya           | 7  | 6 | 2 | 1 | 3  | 13 | 12 | +1  |
| Ayeyawady United | 3  | 6 | 1 | 0 | 5  | 9  | 14 | -5  |

|                  | KEL   | AYE   | ÐN    | MAZ   |
| ---------------- | ----- | ----- | ----- | ----- |
| Kelantan         |       | 3 – 1 | 5 – 0 | 1 – 1 |
| Ayeyawady United | 1 – 3 |       | 2 – 3 | 3 – 0 |
| SHB Ðà Nẵng      | 0 – 1 | 2 – 1 |       | 3 – 1 |
| Maziya           | 6 – 1 | 3 – 1 | 2 – 3 |       |

#### Girone H
| Squadra            | PG | V | N | P | GF | GS | DR | Pt. |
| ------------------ | -- | - | - | - | -- | -- | -- | --- |
| East Bengal        | 14 | 6 | 4 | 2 | 0  | 13 | 6  | +7  |
| Selangor           | 8  | 6 | 2 | 2 | 2  | 12 | 11 | +1  |
| Sài Gòn Xuân Thành | 8  | 6 | 2 | 2 | 2  | 9  | 12 | -3  |
| Tampines Rovers    | 2  | 6 | 0 | 2 | 4  | 12 | 17 | -5  |

|                    | TAM   | SEL   | EBN   | SGX   |
| ------------------ | ----- | ----- | ----- | ----- |
| Tampines Rovers    |       | 2 – 3 | 2 – 4 | 2 – 3 |
| Selangor           | 3 – 3 |       | 2 – 2 | 3 – 1 |
| East Bengal        | 2 – 1 | 1 – 0 |       | 4 – 1 |
| Sài Gòn Xuân Thành | 2 – 2 | 2 – 1 | 0 – 0 |       |

## Ottavi di finale
Le partite si sono giocate tra il 14 e il 15 maggio 2013, in casa delle prime classificate della fase a gironi.
| Squadra 1    | Risultato         | Squadra 2     |
| ------------ | ----------------- | ------------- |
| Al-Kuwait    | 1 – 1 (4 – 1 dtr) | Duhok         |
| Al-Faisaly   | 3 – 1             | Al-Riffa      |
| Arbil        | 3 – 4 (dts)       | Al-Shorta     |
| Al-Qadisiya  | 4 – 0             | Fanja         |
| Semen Padang | 2 – 1             | SHB Ðà Nẵng   |
| Kelantan     | 0 – 2             | Kitchee       |
| New Radiant  | 2 – 0 (dts)       | Selangor      |
| East Bengal  | 5 – 1             | Yangon United |

## Quarti di finale
Le partite d'andata si sono giocate il 17 settembre, quelle di ritorno si sono giocate il 24 settembre 2013.
| Squadra 1   | Totale      | Squadra 2    | Andata | Ritorno |
| ----------- | ----------- | ------------ | ------ | ------- |
| Al-Qadisiya | 2 – 2 (gfc) | Al-Shorta    | 0 – 0  | 2 – 2   |
| Kitchee     | 2 – 4       | Al-Faisaly   | 1 – 2  | 1 – 2   |
| New Radiant | 2 – 12      | Al-Kuwait    | 2 – 7  | 0 – 5   |
| East Bengal | 2 – 1       | Semen Padang | 1 – 0  | 1 – 1   |

## Semifinali
Le partite d'andata si sono giocate il 1º ottobre 2013, quelle di ritorno il 22 ottobre 2013.
| Squadra 1   | Totale | Squadra 2   | Andata | Ritorno |
| ----------- | ------ | ----------- | ------ | ------- |
| Al-Kuwait   | 7 – 2  | East Bengal | 4 – 2  | 3 – 0   |
| Al-Qadisiya | 3 – 1  | Al-Faisaly  | 2 – 1  | 1 – 0   |

## Finale
La finale si è giocata il 2 novembre 2013.
| Squadra 1   | Risultato | Squadra 2 |
| ----------- | --------- | --------- |
| Al-Qadisiya | 0 – 2     | Al-Kuwait |

| Arbitro: | Abdul Malik Abdul Bashir |

|  |           |                         |
|  | Marcatori | 52’ Rogerinho 64’ Jemâa |

| Al-Qadsia | Al-Kuwait |

| AFC Man of the Match: Rogerinho (Al-Kuwait) Guardalinee: Tang Yew Mun (Singapore) Jeffrey Goh (Singapore) Quarto Uomo: Muhammad Taqi Al-Jaafari Jahari (Singapore) |